# Мисато
Мисато (јап. 三郷市) град је у Јапану у префектури Саитама. Према попису становништва из 2005. у граду је живело 128.278 становника.

## Становништво
Према подацима са пописа, у граду је 2005. године живело 128.278 становника.
| 1995.   | 2000.   | 2005.   |
| ------- | ------- | ------- |
| 133.600 | 131.047 | 128.278 |